# Эстевес, Абилио
Аби́лио Эсте́вес (исп. Abilio Estévez; 7 января 1954, Гавана) — кубинский прозаик и драматург.

## Биография
Окончил Гаванский университет (1977). В 1975 году, ещё студентом, познакомился с Вирхилио Пиньерой, дружил с ним. Работал в издательстве, затем — в театре. Выступал с критикой кастристского режима, в 2000 году покинул Кубу. Живёт в Барселоне.

## Творчество
Первоначальную известность получил как драматург — исторической драмой о кубинском поэте и революционере «Подлинная вина Хуана Клементе Сенеа» (1986, премия кубинской критики). Из прозы Эстевеса наибольшим признанием пользуются романы «Царствие твоё» (1997, премия кубинской критики, премия за лучшую иностранную книгу во Франции) и «Далёкие дворцы» (2002, книга года по оценке барселонской газеты Вангуардиа).

## Произведения

### Проза
- 1987: Juego con Gloria (новеллы)
- 1989: Manual de las tentaciones (стихотворения в прозе, премия кубинской критики, премия Луиса Сернуды, Севилья)
- 1997: Царствие твоё / Tuyo es el reino (роман, французская Премия за лучшую иностранную книгу)
- 1998: El horizonte y otros regresos (новеллы)
- 2002: Далёкие дворцы / Los palacios distantes (роман)
- 2004: Тайные сокровища Гаваны / Inventario secreto de La Habana (роман)
- 2008: Спящий мореплаватель / El navegante dormido (роман)
- 2010: Русский танцовщик в Монте-Карло / El bailarín ruso de Montecarlo (роман)
- 2012: El año del calipso (роман)

### Драматургия
- 1986: Подлинная вина Хуана Клементе Сенеа / La verdadera culpa de Juan Clemente Zenea
- 1992: Un sueño feliz (премия критики)
- 1993: Жемчужина моря / Perla marina
- 1994: Санта Сесилия / Santa Cecilia
- 1995: La noche, misterio herético en treinta episodios y tres finales posibles
- 2000: Карлик в бутылке / El enano en la botella
- 2006: Фредди / Freddie (экранизирована в 2006 г.)
- 2010: La última función (спектакль-балет)

## Признание
Лауреат многочисленных литературных и театральных премий. Произведения Эстевеса переведены на английский, французский, немецкий, итальянский языки.